# Islas Nicobar
Las islas Nicobar (en hindi: निकोबार द्वीप समूह; en tamil: நக்காவரம்) forman un archipiélago situado en la parte oriental del océano Índico, perteneciente administrativamente al territorio indio de las Islas Andamán y Nicobar. Son 22 islas, siendo la mayor Gran Nicobar. El área total del archipiélago es de 1 841 km². El punto más alto es monte Thullier de 642 m. La población de las islas era de 42.026 personas en 2001, aproximadamente el 65% eran indígenas de Nicobar y el resto inmigrantes de la India y Sri Lanka.
Las Nicobar están reconocidas con una ecorregión propia, el «bosque lluvioso de las islas Nicobar», con muchas especies endémicas. Como resultado de la bajada del nivel del mar durante la edad de hielo, las islas Andamán estuvieron conectadas con el sureste de Asia, pero parece que las islas Nicobar nunca estuvieron conectadas a tierra, aunque la bajada del nivel del mar hizo que varias islas se unieran entre sí.

## Historia
Se cree que las islas Nicobar han estado pobladas desde hace miles de años. En las islas se hablan seis idiomas del tipo de lenguas mon-jemer, llamados lenguas nicobaresas, que forman parte de las familia austroasiática. Una tribu primitiva que vive en el extremo sur de Gran Nicobar, llamados shompen, tal vez sean de origen isleño pacífico o del sureste asiático.
La historia de la colonización europea empieza con la Compañía Danesa de las Indias Orientales en la década de 1750. El control danés acabó en 1869 cuando los británicos tomaron posesión de las islas.
El 26 de diciembre de 2004 la costa de las islas Nicobar se vio devastada por un tsunami de 10-15 metros de altura como consecuencia del terremoto del océano Índico de 2004. Más de 6000 personas murieron en las islas a causa del tsunami y varias islas fueron divididas en diversos trozos. Más de dos meses después del desastre no se tenían noticias de siete grupos de unas 150 personas de los 389 que formaban los shompen en total.
El 12 de junio de 2010 tuvo lugar un terremoto de 7,7 grados en la escala de Richter.

### Origen del nombre
La referencia más antigua existente a 'Nicobar' proviene de las crónicas pali cingaleses, el Dipavamsa y el Mahavamsa, que indican que los hijos de los sucesores del legendario fundador del reino cingalés, Vijaya, aterrizaron en Naggadipa (La isla de los hijos, del pali nagga, 'desnudo'). El nombre moderno probablemente deriva del nombre de la Dinastía Chola para las islas, Nakkavaram (del tamil, se traduciría como 'tierra de los hombres desnudos'), que está inscrito en la inscripción de Thanjavur, del 1050 d. C. El mercader Marco Polo también se refirió a esta isla como Necuverann, que en otras fuentes, como en el Erdapfel, deriva en el nombre de Neucuram, isla que se situaba junto a Insulindia, y se suele identificar como una documentación precoz de las costas de Australia.
En el siglo XV, la isla de Gran Nicobar fue documentada como la Isla Cui Lan (翠蘭嶼), durante los viajes de Zheng He en el mapa de Mao Kun del Wu Bei Zhi.